# کیم ترنر
کیم ترنر (انگلیسی: Kim Turner؛ زادهٔ march ۲۱, ۱۹۶۱ (۶۴ سال)) ورزشکار دو و میدانی اهل ایالات متحده آمریکا است.
وی در مسابقات کشوری و بین‌المللی در مجموع برندهٔ ۱ مدال برنز شده‌است.